# Blue Peter (Instrumental)
Blue Peter ist eine Single des britischen Multiinstrumentalisten Mike Oldfield, die im November 1979 veröffentlicht wurde. Dabei handelt es sich um eine Neuinterpretation der Titelmelodie der britischen Kinderfernsehshow Blue Peter, die in dieser Version zwischen 1979 und 1989 in der Sendung verwendet wurde. Die ursprüngliche Version der Titelmelodie wurde von Herbert Ashworth-Hope unter dem Titel Barnacle Bill komponiert.

## Hintergrund
Mike Oldfields Version der Blue Peter-Titelmelodie markierte das erste Mal seit Beginn der Sendung im Jahr 1958, dass das Arrangement der Melodie geändert wurde. Die neue Version hatte ihren Ursprung in Oldfields Auftritt in der Sendung im Jahr 1979, bei dem er demonstrierte, wie moderne Popmusik mit Hilfe von Mehrspur-Aufnahmetechniken erzeugt wird. Das Ergebnis gefiel sowohl den Zuschauern als auch den Produzenten der Sendung so gut, dass Oldfields Bearbeitung der Musik für die nächsten zehn Jahre als dauerhafte Titelmelodie beibehalten wurde. Oldfield nahm zusätzlich eine neue Version der Schlussmusik der Sendung auf, die nur 20 Sekunden dauert und offiziell nie veröffentlicht wurde.
Bei der letztendlich als Single veröffentlichten Version des Themas handelt es sich um eine weitere Neuaufnahme, die im Vergleich zur Fernsehversion viele subtile Änderungen enthält. So wurde der einleitende Trommelwirbel entfernt, das Stück auf eine für die offizielle Single-Veröffentlichung geeignetere Dauer verlängert und in Stereo gemischt. Die Fernsehversion war nur in Mono abgemischt (das britische Fernsehen sendete damals noch nicht in Stereo) und wurde nie zum Verkauf angeboten.
Oldfields Version von Blue Peter wurde zudem auch vom belgischen Fernsehsender RTBF als Titelmelodie für die dortige Fernsehsendung Télétourisme verwendet.

## Musikvideo
Das Musikvideo zu Blue Peter zeigt Mike Oldfield bei einem Rennen mit verschiedenen Fahrzeugen. Das Intro ist in Schwarzweiß gefilmt und beginnt mit einer Titelkarte im Stil von Stummfilmen mit der Aufschrift „Episode 4 ‚The Race‘“. Nach einer kurzen Sequenz mit Oldfield und einem anderen Mann folgt eine zweite Karte mit der Aufschrift „Zhree, Two, vun, Actshun!“ (was so viel bedeutet wie „Drei, zwei, eins, Action!“). Dann beginnt das Rennen. Drei der Teilnehmer sind Oldfield selbst (in verschiedenen Einstellungen als Pilot, Pirat und als eine an Charlie Chaplin erinnernde Person mit Schnurrbart und Melone gefilmt). Zu den Fahrzeugen gehören ein Luftkissenfahrzeug, ein dreirädriger Drachenflieger, ein Hubschrauber, ein dreirädriges Geländefahrzeug, ein größeres Geländefahrzeug und ein Drachenbuggy. Das Ende des Videos scheint das Logo des Plattenlabels His Master’s Voice mit einem Grammophon und einem Hund zu parodieren.

## Veröffentlichung
Blue Peter erschien am 30. November 1979 als Single, nur eine Woche nach der Veröffentlichung von Mike Oldfields fünftem Studioalbum Platinum. Die B-Seite erhielt das bereits auf Platinum erhältliche, minimalistische Instrumentalstück Woodhenge.

## Kommerzieller Erfolg
Blue Peter erreichte im Januar 1980 Platz 19 der britischen Charts. Die Verkaufserlöse der Single kamen der Organisation Blue Peter Cambodia Appeal zugute, die kambodschanische Flüchtlinge, die vor dem Regime der Roten Khmer unter Pol Pot nach Großbritannien geflohen waren, unterstützte.
| ChartsChartplatzierungen     | Höchstplatzierung | Wochen |
| ---------------------------- | ----------------- | ------ |
| Vereinigtes Königreich (OCC) | 19 (9 Wo.)        | 9      |